# سبخات قمينس وتوكرة
سبخات قمينس وتوكرة هي محمية طبيعية في ليبيا.
تشمل مناطق الطيور المائية الشتوية في ليبيا
| لقم الجرد | السبخة                  | الاحداثيات                                    |                                   |
| --------- | ----------------------- | --------------------------------------------- | --------------------------------- |
| 01500010  | سبخة البدين             | 31°13′5″N 20°10′1″E / 31.21806°N 20.16694°E   |                                   |
| 01500012  | Sabkhat al Hitah        | 31°15′18″N 20°8′51″E / 31.25500°N 20.14750°E  |                                   |
| 01500014  | Sabkhat al Bashmah      | 31°18′14″N 20°6′47″E / 31.30389°N 20.11306°E  |                                   |
| 01500020  | سبخة كركورة             | 31°24′4″N 20°3′18″E / 31.40111°N 20.05500°E   |                                   |
| 01500025  | Sabkhat Mutayfla        | 31°33′10″N 19°59′17″E / 31.55278°N 19.98806°E |                                   |
| 01500030  | سبخة قمينس وسبخة جاروثة | 31°44′43″N 19°56′4″E / 31.74528°N 19.93444°E  | لوحظ وجود العلجوم الأخضر في قمينس |